# Queensrÿche

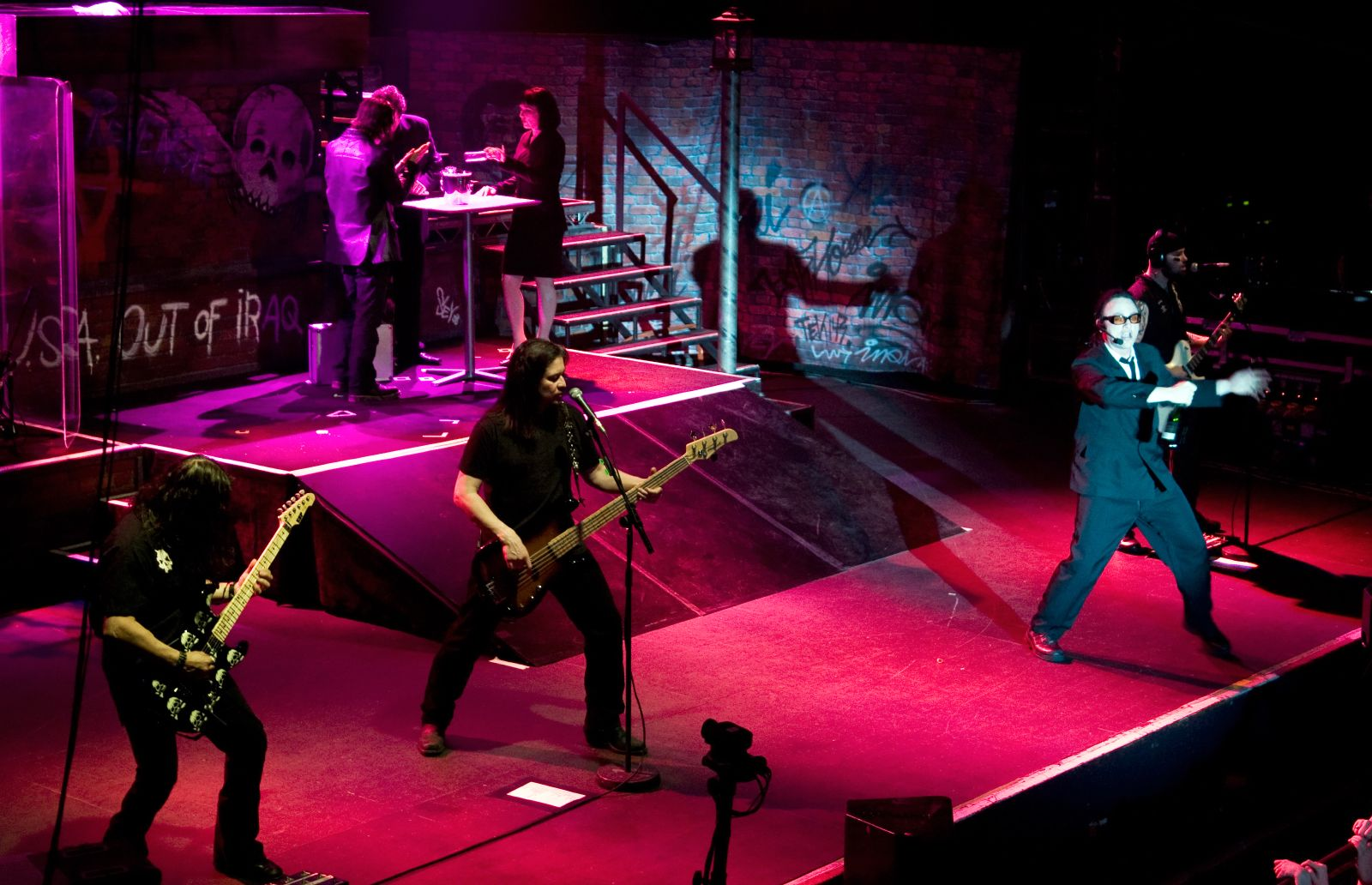
Queensrÿche in 2008

Queensrÿche [ˈkwiːnzraɪk] is een Amerikaanse progressieve metalband, opgericht in 1981 door zanger Geoff Tate, gitaristen Chris DeGarmo en Michael Wilton, bassist Eddie Jackson en drummer Scott Rockenfield.

## Geschiedenis
Voor de oprichting van Queensrÿche speelde de groep onder de naam The Mob als heavymetalcoverband met name nummers van Iron Maiden en Judas Priest. In 1983 verscheen de debuut-ep Queensrÿche, waarvan met name Queen of the Reich en The Lady Wore Black bekendheid kregen. Het eerstgenoemde nummer legde de basis voor de bandnaam. De ep werd gevolgd door het volwaardige album The warning (1984), dat werd geproduceerd door James Guthrie, die ook betrokken was geweest bij de productie van Pink Floyds The Wall. Het album kreeg goede kritieken, met name voor de volwassen composities en het enorme bereik van zanger Tate.
Na Rage for order in 1986 bracht de band in 1988 zijn derde langspeelplaat uit, het conceptalbum Operation: Mindcrime. Het nummer I Don't Believe In Love leverde de band een Grammy-nominatie op. Het slotnummer Eyes of a Stranger werd veelvuldig gedraaid bij Vara's Vuurwerk, een Nederlandse hardrock- en metalradioshow gepresenteerd door Henk Westbroek. Bij het grote publiek is Queensrÿche bekend geworden met het nummer Silent Lucidity van het album Empire uit 1990. Hiervoor ontving de band twee Grammy-nominaties en vijf MTV Video Music Awards-nominaties, waarvan er één werd gewonnen.
Naast diverse andere albums bracht de band in 2006 met Operation: Mindcrime II een vervolg uit op het populaire conceptalbum uit 1988.

### Bandleden en naam
In 1997 verliet Chris DeGarmo de band, om daarna nog eenmaal in 2003 terug te komen voor het schrijven en opnemen van het album Tribe. Zijn plek werd vervolgens ingenomen door Kelly Gray. In 2003 werd Gray afgelost door Mike Stone, en Stone in februari 2009 op zijn beurt door Parker Lundgren.
In 2012 werd Geoff Tate uit de band gezet. De officiële lezing luidde dat er muzikale meningsverschillen waren, maar diverse verklaringen duidden op een hoog opgelopen ruzie omtrent een geheime deal waarbij Tate de filmrechten voor Operation: Mindcrime achter de rug van de andere bandleden om wilde verkopen, en omtrent het ontslag van de vrouw en stiefdochter van Tate, die bandmanager en voorzitter van de fanclub waren geweest. Kort voor een concert in Brazilië kwam Tate verhaal halen bij de overige bandleden, en tijdens de soundcheck viel hij de andere bandleden aan. Tijdens het concert spuugde hij diverse malen naar enkelen van hen. De ruzie kon niet worden bijgelegd, en na twee maanden nam de band het besluit Tate te ontslaan. Kort daarna spanden Tate en zijn vrouw een rechtszaak aan tegen de band over de merknaam Queensrÿche. De rechter besloot dat beide partijen het recht hadden de naam te voeren, totdat door een gerechtelijke uitspraak of een schikking bepaald werd welke partij recht had de naam te gebruiken.
Tate werd in de band vervangen door oud-Crimson Glory zanger Todd La Torre. De rechtszaak tussen Geoff Tate en de overige bandleden werd meerdere malen uitgesteld, mede omdat beide partijen uitstel aanvroegen in verband met onderhandelingen over een schikking. In april 2014 werd een overeenkomst tussen beide partijen bereikt, waarin was vastgelegd dat de overgebleven originele leden Rockenfield, Wilton en Jackson de rechten kregen op de merknaam "Queensrÿche". Geoff Tate kreeg de exclusieve rechten om de albums Operation: Mindcrime en Operation: Mindcrime II volledig in speciale optredens uit te voeren. Ook mocht hij zichzelf tot 31 augustus 2014 op concertposters nog de original voice of Queensrÿche noemen.

## Discografie

### Albums
| Album met eventuele hitnotering(en) in de Nederlandse Album Top 100 | Datum van verschijnen | Datum van binnenkomst | Hoogste positie | Aantal weken | Opmerkingen |
| ------------------------------------------------------------------- | --------------------- | --------------------- | --------------- | ------------ | ----------- |
| Queensrÿche                                                         | 1983                  | -                     |                 |              | ep          |
| The warning                                                         | 1984                  | -                     |                 |              |             |
| Rage for order                                                      | 1986                  | 19-07-1986            | 28              | 9            |             |
| Operation: Mindcrime                                                | 1988                  | 28-05-1988            | 35              | 9            |             |
| Empire                                                              | 1990                  | 08-09-1990            | 42              | 7            |             |
| Operation: Livecrime                                                | 1991                  | -                     |                 |              |             |
| Promised land                                                       | 1994                  | 22-10-1994            | 18              | 7            |             |
| Hear in the now frontier                                            | 1997                  | 29-03-1997            | 23              | 7            |             |
| Q2K                                                                 | 1999                  | 25-09-1999            | 67              | 2            |             |
| Live evolution                                                      | 2001                  | -                     |                 |              |             |
| Tribe                                                               | 2003                  | 09-08-2003            | 79              | 2            |             |
| The art of live                                                     | 2004                  | -                     |                 |              |             |
| Operation: Mindcrime II                                             | 2006                  | 08-04-2006            | 35              | 5            |             |
| Take cover                                                          | 2007                  | -                     |                 |              |             |
| American soldier                                                    | 2009                  | 04-04-2009            | 100             | 1            |             |
| Dedicated to Chaos                                                  | 2011                  | -                     |                 |              |             |
| Queensrÿche                                                         | 2013                  |                       |                 |              |             |
| Condition Hüman                                                     | 2015                  |                       |                 |              |             |
| The Verdict                                                         | 2019                  |                       |                 |              |             |
| Digital Noise Alliance                                              | 2022                  |                       |                 |              |             |

| Album met hitnotering(en) in de Vlaamse Ultratop 200 albums | Datum van verschijnen | Datum van binnenkomst | Hoogste positie | Aantal weken | Opmerkingen |
| ----------------------------------------------------------- | --------------------- | --------------------- | --------------- | ------------ | ----------- |
| Hear in the now frontier                                    | 1997                  | 05-04-1997            | 25              | 2            |             |
| Operation: Mindcrime II                                     | 2006                  | 15-04-2006            | 97              | 1            |             |

### Singles
| Single met eventuele hitnotering(en) in de Nederlandse Top 40 | Datum van verschijnen | Datum van binnenkomst | Hoogste positie | Aantal weken | Opmerkingen |
| ------------------------------------------------------------- | --------------------- | --------------------- | --------------- | ------------ | ----------- |
| Silent lucidity                                               | 1991                  | 15-06-1991            | 27              | 4            |             |

### Dvd's
| Dvd's met hitnoteringen in de Nederlandse Music Top 30 | Datum van verschijnen | Datum van binnenkomst | Hoogste positie | Aantal weken | Opmerkingen |
| ------------------------------------------------------ | --------------------- | --------------------- | --------------- | ------------ | ----------- |
| Mindcrime at the Moore                                 | 2007                  | 25-08-2007            | 12              | 3            |             |

### NPO Radio 2 Top 2000
| Nummer met noteringen in de NPO Radio 2 Top 2000 | '09  | '10  | '11 | '12 | '13 | '14 | '15 | '16 | '17 | '18 | '19 | '20 | '21 | '22 | '23 | '24 |
| ------------------------------------------------ | ---- | ---- | --- | --- | --- | --- | --- | --- | --- | --- | --- | --- | --- | --- | --- | --- |
| Silent Lucidity                                  | 1789 | 1508 | 514 | 436 | 350 | 303 | 281 | 350 | 303 | 365 | 323 | 338 | 316 | 269 | 304 | 287 |

1. ↑  Een vetgedrukt getal geeft de hoogste notering aan.
2. ↑  2009 was het eerste jaar met een notering voor dit nummer.